# 은산역
은산역(殷山驛)은 조선민주주의인민공화국 평안남도 은산군 은산읍에 위치한 평라선과 은산선의 철도역이다. 본 역에서 무진대역까지 연결된 은산선이 평라선과 분기된다.
2008년에는 본 역으로부터 순천화력발전소까지의 구간의 전철화 공사가 완료되었다.